# Christina Cox
Christina Cox (ur. 31 lipca 1971 w Toronto w Kanadzie) – kanadyjska aktorka telewizyjna i filmowa, kaskaderka.

## Życiorys
Christina Cox ma dwie siostry: Tracey i Melissę. Studiowała teatr i taniec na Arts York at Unionville High School. Kontynuowała naukę w Ryerson Theatre School w Toronto, gdzie studiowała przez dwa lata. Ma ponad 38 filmów telewizyjnych i występów na swoim koncie. Do jej najbardziej znanych ról należy występ w kanadyjskim filmie z 1999 roku Lepsze od czekolady. Cox występowała w wielu produkcjach National Theater, takich jak Wieczór Trzech Króli Williama Szekspira czy Road Jima Cartwrighta. W 2009 roku przyjęła rolę astronautki Jen w serialu Defying Gravity.

## Filmografia
- 2012: Kłamstwa w sieci (Cyber Seduction) jako Jamie Chapman; film TV
- 2008: Wymarzony kawaler (Making Mr. Right) jako Hallie Galloway
- 2008: SIS jako Roz
- 2007: Martwa cisza (Dead Silence) jako Audrey
- 2007: Ascension Day jako Margaret Whitehead
- 2006: Max Havoc: W kręgu ognia (Max Havoc: Ring of Fire) jako Suzy Blaine
- 2006: Więzy krwi (Blood Ties) jako Vicki Nelson
- 2004: Kroniki Riddicka (The Chronicles of Riddick) jako Logan
- 2003: Sometimes a Hero jako Cassandra Diaz
- 2000: Kryptonim Feniks (Code Name Phoenix) jako Aurora
- 1999: Lepsze od czekolady (Better Than Chocolate) jako Kim
- 1998: Kruk: Droga do nieba (The Crow: Stairway to Heaven) jako Jessica Capshaw
- 1996: Osaczona (No One Could Protect Her) jako detektyw Elizabeth 'Beth' Jordan
- 1996–1998: F/X (F/X: The Series) jako Angela 'Angie' Ramirez
- 1996: Braterska obietnica (A Brother’s Promise – The Dan Jansen Story) jako Natalie Grenier
- 1996: Fałszywy trop (Mistrial) jako oficer Ida Cruz
- 1996: Grzech milczenia (Sins of Silence) jako ochotnik
- 1995: Prawo Dżungli (Law of the Jungle lub Street Law) jako Kelly
- 1995: Dawca za wszelką cenę (The Donor) jako Angel

### Występy gościnne
- 2005: Wzór (Numb3rs) jako oficer Morris
- 2005: Kości (Bones) jako Anne 'Annie Oakley' Marie Ostenback
- 2004: Dr House (House, M.D.) jako Annette Raines
- 2004: CSI: Kryminalne zagadki Miami (CSI: Miami) jako Jenny Moylan
- 2004: The Chris Isaak Show jako Pamela
- 2003: Dowody zbrodni (Cold Case) jako Sherry Stephens
- 2003: Pokolenie mutantów (Mutant X) jako Becky Dolan
- 2002: Agent w spódnicy (She Spies) jako Margo